# How It's Done
How It's Done è un singolo della rapper statunitense Kash Doll, delle cantanti tedesca Kim Petras e finlandese Alma e della rapper britannica Stefflon Don, pubblicato l'11 ottobre 2019 come secondo estratto dalla colonna sonora del film Charlie's Angels.
Il singolo è stato scritto dalle quattro interpreti con Ariana Grande, Ilya Salmanzadeh, Rami Yacoub e Savan Kotecha, ed è stato prodotto da questi ultimi tre.

## Accoglienza
Shaad D'Souza di Fader ha affermato che, nel brano, "tutte e quattro le artiste sperimentano un nuovo stile". Mike Neid di Idolator l'ha definito "un inno orecchiabile".

## Tracce
1. How It's Done – 3:02